# Siale ‘Akau’ola
Siale ʻAkau’ola es un médico, funcionario y político tongano, actual ministro de salud del Gobierno de Tonga desde el 31 de enero de 2024.
ʻAkau’ola se graduó como médico cirujano de la Universidad de Papúa Nueva Guinea en 1984. En 1986 se unió al servicio civil en el Ministerio de Salud, al tiempo que ejercía la medicina. En 1995 obtuvo un diploma de posgrado en patología clínica por la Universidad de Otago, Nueva Zelanda.
En 2009 fue nombrado director ejecutivo del Ministerio de Salud, cargo en el que fue reelegido cuatro veces consecutivas, hasta su jubilación en 2023. Fue una de las principales autoridades sanitarias durante la pandemia de COVID-19.
En enero de 2024 fue nombrado ministro de Salud por el primer ministro Siaosi Sovaleni, en sustitución de Saia Piukala, que renunció al cargo para asumir el rol de director regional de la Organización Mundial de la Salud para el Pacífico Occidental.